# 一型自由気球
一型自由気球（いちがたじゆうききゅう）は、大日本帝国陸軍が用いた演練用の自由気球。

## 概要
陸軍は、1918年（大正7年）度に製作した臨時軍用気球研究会製の1基を皮切りに自由気球の試作を進めており、その後も1920年（大正9年）度から1928年（昭和3年）度にかけて自由気球の導入を継続した。1920年度以降に生産されたものの内訳は、藤倉工業製が9基、気球製作所製が5基、東京イー・シー工業製が3基である。
これらの自由気球の呼称は、導入開始当初は「試製自由気球」あるいは単なる「自由気球」だったが、1926年（大正15年）8月（あるいは9月）に「一型自由気球」の名で仮制式制定がなされている。
陸軍の自由気球は、偵察用の繋留気球の繋留索が攻撃や悪天候によって切断された場合に備えての、放流飛行時の操縦と着陸の演練を用途としていた。気嚢は外側に覆綱を備えた球形のもので、水素ガスを充填して用いられる。吊籠は繋留気球のものと比べると強固に作られていた。

## 諸元
出典：『日本陸軍試作機大鑑』 139頁。
- 気嚢中径：約11.51 m
- 気嚢全高：19.436 m
- 吊籠全高：1.111 m
- 気嚢容積：約800.0 m3
- 乗員：2 - 3名